# 南五味子生小光壳炱
南五味子生小光壳炱（学名：Asteridiella kadsuricola）是属于小煤炱目小煤炱科小光壳炱属的一种真菌，寄生在南五味子属植物上。该种分布于中国。